# オージンのワタリガラスの呪文歌

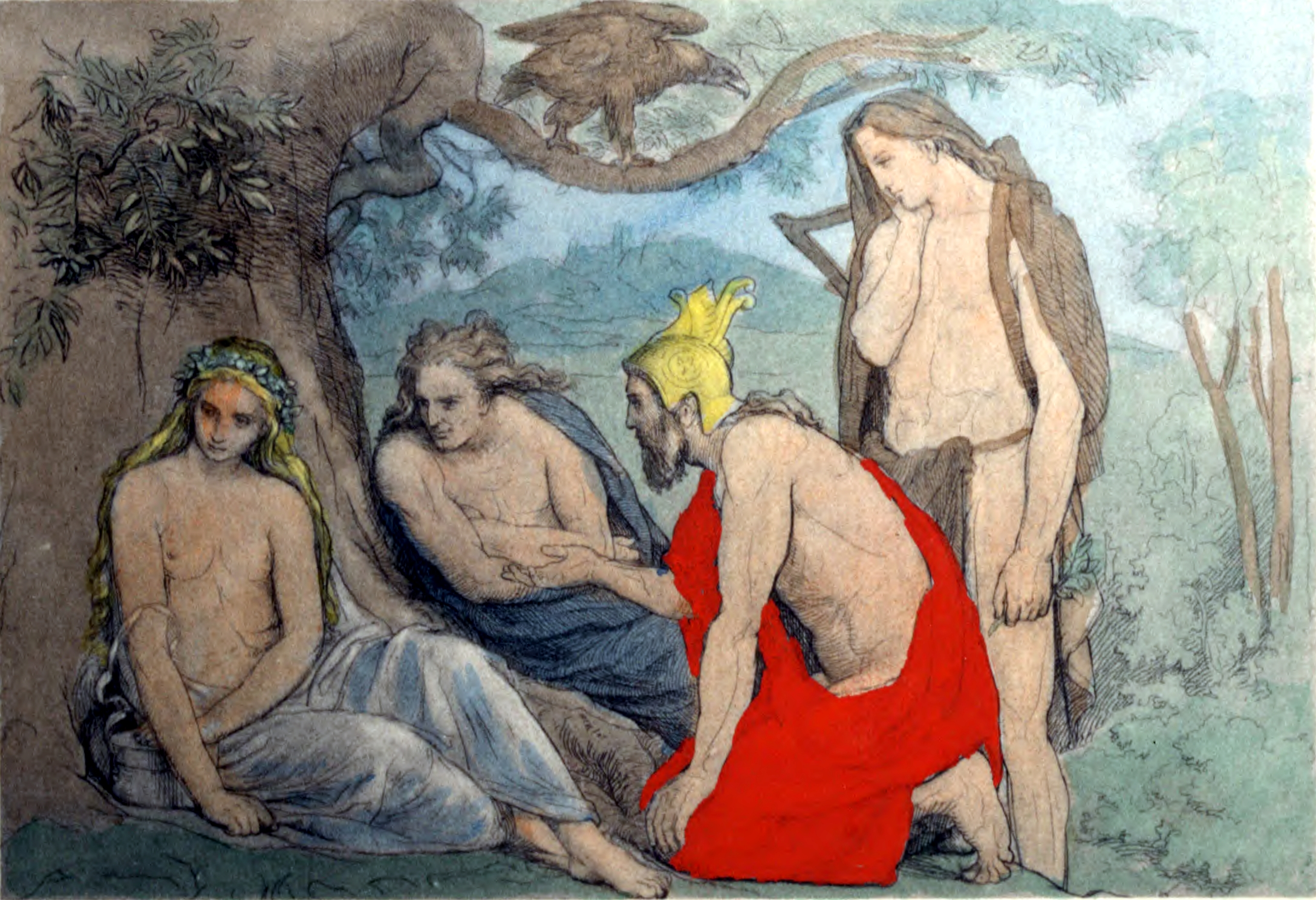
『オージンのワタリガラスの呪文歌』の一節。イズン、ロキ、ヘイムダル、ブラギ。画（1906年）。

『オージンのワタリガラスの呪文歌』（Hrafnagaldur Óðins）は、古エッダの形式で書かれた、古くとも中世後期の14世紀、おそらくは17世紀頃成立のアイスランド語の詩である。
正題が記された写本にはすべて『または序詩（al./eþur Forspjallsljóð）』 という副題も付記される。邦題は他に『オーディンの鴉の歌』など。

## 年代
ソーフス・ブッゲは、自らが編纂し、当時には相当の影響力を持った『古エッダ』1867年版の中で、この詩が17世紀の作品で、『または序詩』という副題は、『バルドルの夢』への導入として作られたものだと推論した。それ以来、古エッダの各版には収録されなくなり、また広く研究されることもなくなっていた。しかしブッゲ以前は、古エッダの一部と考えられ、コペンハーゲン刊行本（1787年、グズムンドゥル・マグヌソン編本）をはじめ、エイモス・サイモン・コトルによる英語訳（1797年）、ベンジャミン・ソープの英語訳（1866年）、カール・ヨーゼフ・ジムロックの有名なドイツ語訳（1851年）には古エッダの一篇として収録されていた。
2002年、アイスランドの文献学者ヨウナス・クリスティアンソンが、アイスランドの「Morgunblaðið」誌上でこの年代問題を蒸し返し、ブッゲの分析に反論を試みた。ヨウナスは言語学的な根拠とテキストが改悪されたと見られる状況に基づき、詩の成立年代はブッゲの主張より古く、おそらく14世紀（1300年代）であろうと異論を唱えた。それに対し、言語学者クリスティアン・アウルトナソンは、韻律の分析に基づき、伝わっている詩の成立年代を16世紀以前に遡るのは困難であろうと主張した。
アネッテ・ラッセン（Annette Lassen）の初期段階の随筆、いわばこれからの研究課題発表文（2006年）では、この詩は少なくとも『フョルスヴィーズルの言葉』や『太陽の歌』（*いずれも紙写本でしか伝わらず、より後期に成立したとされる）に比しても、懐疑の対象とすべきではないという中立的な立場を示した。しかし、氏が研究を完成させて発表した、この詩の校訂版・新訳（2011年）においては、この詩が「中世終焉後」(postmedieval)の産物であることを明確にしており、おそらく「1643年に《王の写本》が再発見された直後」に書かれたものと推定する。バラッド研究のホイクル・ソルゲイルソン(2010年)は、やや早い17世紀前半の成立を提唱している。
ラッセンによれば、詩の第22節にあるのは、「夜に助言は訪れり」（ラテン語: in nocte consilium）という諺の借用だということは早々より判明しているが、これは古い格言であっても、アイスランドへの伝達はエラスムス『格言集』(1500年初版)経由であることは必至で、詩の成立は、この格言集以後だと力説する。また、第20節にある máltíd という中期低地ドイツ語の外来語の使用から、14世紀中葉以降という年代制限を割り出せるが、その詩が「そこまで古いことはまずありえない」とする。

## 内容
この詩は歌謡旋法で書かれた26のスタンザ（詩節）から成っている。おおまかの粗筋は、神々が来たる滅亡の日（ラグナロク）に備えて何らかの情報か策を得ようとするが、首尾悪く失敗に終わる。神々は、情報を得んとして常若の女神イズンを世界樹の根元の冥府(?)に降臨させ、追って3人の神をイズンのもとに派遣するが、イズンは睡眠か仮死状態のようで何の答えも得られず、ブラギは妻イズンのもとに残り、あとの使者二人（ヘイムダル、ロキ）は神々の宴の大堂に帰参する。神々は、日がな夜もすがら思案しようとするが、時はめぐり、ヘイムダルが神々の滅亡ラグナレクの到来を告げるギャッラルホルンを吹き鳴らす、というものである。
題名は、北欧神話の最高神（主神）オージンが、2羽のワタリガラス（フギンとムニン）を放って毎日世界から集めさせる情報の一報告のことだという見解がある（ただし、これは後年に付け足された題名にすぎなくカラスとの関係は誤解に発するとの意見もある）。あるいはその題名は鴉たちを呼ぶための召喚呪文、あるいはより広義的に「鴉遣い」をあらわすとの見方もある。2羽の鴉のうちの一方の名フギンとおぼしき「フグ （Hugr）」が、第3詩節に見えるが、それ以外には登場場面はない。
ともあれ、もたらせられた予兆は、凋落・滅亡を示唆していた。神々はそれに備えるため、役に立つ情報や助言などを求めて足掻いている様子が語られる：
（第1詩節）

| Alföþr orkar, álfar skilia, vanir vitu, vísa nornir, elr íviþia, aldir bera, þreyia þursar, þrá valkyrior. | 全父〔オージン〕は（物を）働かせ、エルフは見分け、ヴァン神族は知り、ノルンどもは明かし、女巨人〔イーヴィジア〕は産み、人間はこらえ、巨人〔スルス〕は待ちわび、ヴァルキュリヤはこいねがう。 |  |

上は逐語訳だが、ベンジャミン・ソープに倣って言葉を補うと、「全父オージンは（森羅万象を）使役し、エルフは（来たる凶事〔まがこと〕を）判別し、ヴァン神族は（凶事が迫りしことを）知悉し、ノルンどもは（凶兆を）啓示し、女巨人は（その怪異なる子供を）出産し、人間は（災禍を）辛抱し、巨人は（自由の時を）待望し、ヴァルキュリヤは（紛争を）渇望する」のように補足説明できる。
（第2詩節）予兆は悪しきものであり、ヴェッティルという精霊たち（英国のワイトに相当）がルーン占いを狂わせている。ノルンたちの長女ウルズには、オーズレリル（通常は詩の蜜酒の容器の意味）の守護がまかせられた、「増えつつある群衆」から守るのである（ソープ英訳）、または「極冬からそれを守るためである」（エイステイン・ビェルンスソン訳）。ただしラッセン訳では、次のような斬新な解釈が充てられる：「オーズフレリル（人名、おそらくドワーフ）は、ウルズ（運命）を守るべきなれど、彼は（計画の）大半から（彼女を）守り得ず」。
（第3詩節）鴉のフグ（フギン）が放たれて、聡明な小人であるダーイン、スラーインの考えを諮るが、二人は「重かりき夢なり」、「不明な夢なり」などと意見するばかりであった。
（第4詩節）ドワーフの力は萎え、各界は「ギンヌングの奈落」（≒ギンヌンガガプ）に沈み、アルスヴィズ（太陽を牽引する馬）は、上より突き落としたり、拾い上げたりする。
（第5詩節）地界も太陽も定まらず、悪風はやまず、全ての知識を湛えるのはミーミルの泉。「そなたらにはわかったか、どうだまだか？」という句が発せられる。これは迫りくる世界の終焉のことだと解釈される。
（第6~8詩節）ここで常若の林檎の守護女神であるイズンが登場する。彼女は、常住する天上から転落し、「谷々のうち」とも「世界樹ユグドラシルの幹の下」とも形容される場所に居させられ、難儀している。そして「ネルヴィの娘」ノート（夜）のところで、つまり夜中、闇中にあって居心地を悪くしている。そして神々から狼の皮をあてがわれ、姿を変身させ、狡猾さを弄すようになった。この一連の詩節で、イズンは「ディース」、「エルフ族」、「イーヴァルディの娘」（すなわち小人）、ナウマ（女巨人）などと様々な種族の一員とされている。
（考察:世界樹の根元の泉の衰退）まず、イズンが落とされた「幹の下」というのはその根元であろう。新・古エッダによれば世界樹の三本の根元にはそれぞれ泉があるが、それらの泉の衰退が語られているというのが、19世紀の研究家たちの解釈である。ただし、通常ウルズと詩の蜜酒は関連しないため、この解釈にあたっては、それなりの読み換えが必要となってくる。リュードベリ(1886年)は、詩の蜜酒の容器オーズレリルをウルズの泉と読み換えて、その無力化を講じている。ジムロックもやはり、この詩におけるオーズレリルはウルズの泉との混合であり、その中身の蜜酒は「アース神族の不死の飲物（ドイツ語: der Asen Unsterblichkeitstrank）」、イズンとウルズは同一でその「飲物の番人」（Wärterin des Tranks）、神々の若さを保てるはずのその聖なる泉の力が失われつつある（"Diese heilige Quelle hat also ihre verjüngende Kraft entweder schon verloren"）と説く。なるほどこの「不老の飲物」説は、不老の源をイズンが守る黄金の林檎にもとめる通論と相反する。しかし『スノッリのエッダ』で引用されているこの話の原話、スカルド詩『長き秋』第9詩節では単に「老いの妙薬 」(ellilif)としか書かれておらず、スノッリがそれを「林檎」(epli)のことであるとあてはめたにすぎない、ともいえる。さて、同『長き秋』のなかではイズンのことを「麦酒のゲヴン」（Öl-Gefn）と呼んでいるが、このことに注目したリュードベリはイズンが「成長と再生の飲物を..神々に供する女神」であると結論する。ジムロックもイズン＝ウルズを「飲物の番人」と見たことは既に述べた。リューニンクもよく似た解釈を展開する
。
また、イズンが落とされた場所は、冥府にも似た暗黒の地ニヴルヘイムあたりとも解釈される。ただ、新エッダによれば、ここは世界樹の根を大蛇ニーズヘッグがかじっている場所であるが、その根の元にある水源はフヴェルゲルミルであることを念頭に置きたい。
（第9~11詩節） この一連の詩節では、オージンが様々な異名で登場する（ヴィズリル、レグニル、聡き神）。第9、第11でオージンは、イズンに世界について、ひいては天界、冥界、地界の起源・永続の長さ・終焉を尋ねるのである。はじめのくだりでは、天の架け橋ビフレストの番人ヘイムダルに任じて尋ねさせ、ロプト（ロキ）とブラギ（イズンの夫）が立ち会ったとある。第10では神々が呪歌〔ガルドル〕をとなえ、狼〔ガンド〕にうちまたがり、世界の屋根に行くが、オージンはその玉座フリズスキャールヴにとどまり、「長かりき旅となろう」と申す。
（第12~16詩節） 彼女は答えられず、黙したまま涙し目を赤くする。彼女の様子がどうだったかというと、次のような婉曲表現が述べられる：「さながら東のエーリヴァーガル川から、霜のように冷たい巨人の野から（眠りの）棘が来りて、ダーインがこれをもて、中つ国〔ミズガルズ〕の諸人を夜な夜な刺した、かのようであった」と。そして行動は鈍くなり、手はだらけ落ち、頭はめまい感が上に漂うようで、非理性が思考に走る、そんなようだった。第14には回りくどいケニングが使われている。まず「白い神の剣」だがこれは「ヘイムダルの剣」すなわち「頭〔ホヴズ〕」と解される。また「老女たちの風」は「トロル女の風」すなわち「思考〔フギン〕」と解す。ことほどさようにヨールン（イズン）は、悲しみに侵され口すらきけない、（3人の）神たちはたたみかけて聞こうとするが言葉の無駄だった。尋問団の団長たるヘイムダルはロキを伴って去り、ブラギがイズンのもとに残された。ブラギはイズンの夫である。第16では、3柱の神がケニングで呼ばれている。
（第17~26詩節） ヴィーザルの家来たち（すなわちオージンの使節たち、ヘイムダルとロキ）は両者とも風に運ばれ女神たちの宮殿ヴィーンゴールヴに帰参して、入るや、「恐ろしき者〔ユグ〕（オージン）の宴たけなわ」を祝す。（二人の）アース神族たちは、「吊るされた神〔ハンガテュール〕」（ オージン）を祝す。もっとも幸福なる神オージンに幸福あれ、神々に幸運あれ、と。「上座の新酒麦酒」を統べるオージンと神々は永遠に共に（宴に）あれ、と祝す。「悪しき所行をなすもの〔ベルヴェルク〕」（オージン）の定めにしたがい着席せし神々は、不思議の猪セーフリームニルの肉に満腹し、スケグル（ヴァルキュリアの一人）は、フニカル（オージン）の樽桶を蜜酒を角盃にくんで配膳した。B本では「ミーミルの角盃」とあるが、異本では「祝杯の角盃」と読む。神々は真昼から薄暮にかけて、彼女がなにか予言か箴言をもたらしたか、色々と二人に訪ねた。二人は、使命は収穫はなく、不名誉に終わった；彼女から答えを得るには（寄る）知恵が足らぬ、と答えた。オーミ（オージン）は、一同に向かって答えた：夜をして「新たなる助言」をひねりだせ、朝までかけてアース神族に栄華をもたらす助言を、と。「フェンリルの好餌」すなわち日輪（または月輪）は西方にめぐり（ブッゲ等の説による）。神々との挨拶をすませ、フロプト（オージン）とフリッグは、フリームファクシ（夜の女神ノートの馬）の元へと（参る）。「デリングの息子」（昼の神ダグ）が、「宝石散りばめた獣、人間界にたてがみの輝く牡馬を駆った」、そして馬は「ドヴァリンの玩具」（太陽）をその馬車で牽いた、つまりあくる日が到来したことが語られる。様々な種族（女巨人〔ギューグ〕、巨人〔スルス〕、屍体たち、ドヴェルグ、闇のエルフ〔デックアールヴ〕、これらが北の大地の果て、世界樹の下で寝床に就いた。そして最終第26節：神々ら〔レグン〕は起き、日輪はめぐり、夜〔ニョーラ〕をニヴルヘイムに追いやる。ヒミンビョルグに君臨するウルヴルーンの子（ヘイムダル）が、argiǫll(?) で角笛を吹き鳴らす。この(?)の語は諸説あるが、ブッゲ編本では「ギョッル川」、ソープ英訳本では「虹の橋ビフレストの異名」。ラッセン訳では、ギョッルとは「ラッパの一種」（与格）だとする。

## 写本
この詩は、近世の紙写本にしか伝わらないもので、最古のもので17世紀後半から最新のもので1870年成立のものまで、つごう37点、あるいはそれ以上の例が現存する。以下、ラッセンの校訂版で使用された諸本を示す:
- A写本 - Stockholm papp. 8vo nr 15

スウェーデン王立図書館所蔵、八つ折本。1650年-1699年頃。ヨウナス・クリスティアンソンがMorgunblaðið誌に発表した校訂版(2002年)の底本、アネット・ラッセン英訳(2011年)の底本。
- B写本 - Lbs 1562 4to

アイスランド国立図書館所蔵、四つ折本。（1650年-1799年頃？）。
- C写本 - Stockholm papp. fol. nr 57

スウェーデン王立図書館所蔵、二つ折本〔フォリオ〕。1650年-1699年頃
- D写本 - Thott 1491 4to

デンマーク王立図書館所蔵18世紀。第1葉の表題に「パウル助祭の書による」とあり、これはパウル・スヴェインスソン・トルファソナル（Páll Sveinsson Torfasonar、1704–1784）のことだとラッセンは洞察する。
- E写本 - Lbs 1441 4to

アイスランド国立図書館所蔵、四つ折本。1760年頃。

## 版本
活字版本による初出は、旧アーナマグネアンスケ財団(Legati [Arna-]Magnæani)編『詩エッダ』の第1巻(1787年)に所収されるもので、これはラテン語対訳版である。同書は複数の共編者があるが、 ラッセンによればグズムンドゥル・マグヌソン（1741-1798、 ラテン語: Gudmundus Magnæus）の編訳・解説であり、詩のテキストの底本は、ヨーン・エイリークスソン(1728–1787)が作成した手写本版エッダ（ハーバード大学ホートン図書館所蔵 Icel. 47 写本、一名「Codex Ericianus」。）だという。また共著者グンナル・パウルスソン(1714-1791)が、AM 424 写本に記入したこの詩についての解説も、脚注に多用されている。

## 評価
1852年にイギリスの作家ウィリアム・ハウイット、メアリー・ハウイット夫妻は、この詩を「『エッダ』中、最も真に詩的な、唯一の聖歌」と評している。

## 大衆文化
- 2002年には、アイスランドのミュージシャンヒルマル・オウルン・ヒルマルソン（英語版） と、伝統歌謡の歌い手 ステインドール・アンデルセン（英語版）、音楽グループのシガー・ロスらがこの詩に曲をつけ演奏した（『Odin's Raven Magic』）[74]。ヒルマルソンらによる演奏の一部がアイスランド音楽を主題とするドキュメンタリー映画『スクリーミング・マスターピース』に収録されている。

- 石ノ森章太郎は漫画『サイボーグ009』の中で「エッダ（北欧神話）編」という話を書いている。この話はアイスランドを舞台に北欧神話の伝承・要素を取り入れた話で、この詩からも一節を引用している[75]。

## 日本語訳
2010年現在、日本語訳は刊行されていないが、再話は存在している。
- 松村武雄編『北欧の神話伝説〔Ⅰ〕 《世界神話伝説大系 29》』1927年初版、名著普及会より1980年改訂版 - 「イヅンの神話 氷寒世界への墜落」の章題で収録（抄録）。
- 植田敏郎『北欧神話の口承』鷺の宮書房、1968年 - 「イクドラジルのこずえから沈んで行くイドゥーン」の章題で収録。